# جيولا باتياني
جيولا باتياني (بالمجرية: Batthyány Gyula)‏ هو رسام مجري، ولد في 10 مايو 1887 في Ikervár ‏ في المجر، وتوفي في 20 يناير 1959 في بودابست في المجر.